# Grimpa-soques tirà
El grimpa-soques tirà (Dendrocincla tyrannina) és una espècie d'ocell de la família dels furnàrids (Furnariidae) que habita localment la selva humida de Colòmbia, oest de Veneçuela, oest i nord-est de l'Equador i est del Perú.